# Lithuanian International 2005
Die Lithuanian International 2005 im Badminton fanden vom 10. bis zum 11. September 2005 in Tauragė statt.

## Sieger und Platzierte
| Disziplin    | Gold                                     | Silber                        | Bronze                                 |
| ------------ | ---------------------------------------- | ----------------------------- | -------------------------------------- |
| Herreneinzel | Rafał Hawel                              | Kęstutis Navickas             | Matthieu Lo Ying Ping                  |
| Herreneinzel | Rafał Hawel                              | Kęstutis Navickas             | Stephan Wojcikiewicz                   |
| Dameneinzel  | Kamila Augustyn                          | Emilie Despierres             | Sandra Kamilova                        |
| Dameneinzel  | Kamila Augustyn                          | Emilie Despierres             | Akvilė Stapušaitytė                    |
| Herrendoppel | Łukasz Moreń Wojciech Szkudlarczyk       | Benoît Azzopard Mathias Quéré | Bruce Topping Mark Topping             |
| Herrendoppel | Łukasz Moreń Wojciech Szkudlarczyk       | Benoît Azzopard Mathias Quéré | Aivaras Kvedarauskas Kęstutis Navickas |
| Damendoppel  | Kristina Dovidaitytė Akvilė Stapušaitytė | Jenny Sjolund Elina Väisänen  | Julie Delaune Lea Pailloncy            |
| Damendoppel  | Kristina Dovidaitytė Akvilė Stapušaitytė | Jenny Sjolund Elina Väisänen  | Danguolė Blevaitienė Jūratė Prevelienė |
| Mixed        | Baptiste Carême Emilie Despierres        | Joe Morgan Ligita Žukauskaitė | James Phillips Rasa Šulnienė           |
| Mixed        | Baptiste Carême Emilie Despierres        | Joe Morgan Ligita Žukauskaitė | Benoît Azzopard Lea Pailloncy          |